# Helênio Acron
Helênio Acron (século II - século III) foi um gramático latino, autor de críticas sobre os trabalhos Adelphoe e O Eunuco de Terêncio e, também, dos trabalhos de Horácio.